# Albert Schwartz (natation)
Pour les articles homonymes, voir Albert Schwartz.
Albert Schwartz est un nageur américain, né le 21 décembre 1907 à Chicago et mort le 7 décembre 1986.

## Palmarès
- Jeux olympiques d'été de 1932 à Los Angeles 
  -  Médaille de bronze sur 100m libre.